# Deep Creek (Wirginia)
Deep Creek – jednostka osadnicza w Stanach Zjednoczonych, w stanie Wirginia, w hrabstwie Accomack.